# Plessis-Robinson Volley-ball
Il Plessis-Robinson Volley-ball è una società pallavolistica maschile francese con sede a Le Plessis-Robinson: milita nel campionato di Ligue A.

## Storia
Nel 1964 viene fondata la sezione pallavolistica del Club Sportif Municipal du Plessis-Robinson, la quale si affilia alla FFVB nel 1971. 
Nel 1990 la sezione di pallavolo esce dalla polisportiva e viene fondato il Plessis-Robinson Volley-ball; nella stagione 2005-06 disputa la Nationale 1, divisione che vince al termine dell'annata 2009-10. Nella stagione 2010-11 esordisce in Ligue B. Il primo posto nella stagione 2020-21 permette alla squadra di Le Plessis-Robinson di esordire nell'annata 2021-22 in Ligue A.

## Rosa 2022-2023
| N° | Nome              | Ruolo | Data di nascita  | Nazionalità sportiva |
| -- | ----------------- | ----- | ---------------- | -------------------- |
| 1  | Hugo de León      | S     | 4 luglio 1990    | Brasile              |
| 2  | Arthur Ripoche    | S     | 2002             | Francia              |
| 3  | Thomas Nevot      | P     | 30 aprile 1995   | Francia              |
| 4  | Antonin Rouzier   | O     | 18 agosto 1986   | Francia              |
| 5  | Yao Gnenegbe      | P     | 15 giugno 1995   | Francia              |
| 6  | Julian Debes      | L     | 27 agosto 2002   | Francia              |
| 8  | Tyler Mitchem     | C     | 24 maggio 1998   | Stati Uniti          |
| 9  | Niko Suihkonen    | S     | 11 aprile 1999   | Finlandia            |
| 10 | Nohoarii Paofai   | C     | 12 novembre 1995 | Francia              |
| 14 | Ruben Gomes       | P     | 18 maggio 2003   | Francia              |
| 14 | Samuel Jeanlys    | O     | 27 marzo 1999    | Francia              |
| 15 | Arsène Ponsin     | S     | 15 agosto 2001   | Francia              |
| 18 | Felipe Benavídez  | S     | 31 gennaio 1997  | Argentina            |
| 20 | Médéric Henry     | C     | 20 giugno 1995   | Francia              |
| -  | Baptiste Reveyron | L     | 28 marzo 2007    | Francia              |